# Biểu tình Oman 2011
Biểu tình Oman 2011 là một loạt các cuộc biểu tình ở Oman. Đây là một phần của biểu tình tại Trung Đông và Bắc Phi 2010–2011. Người biểu tình Oman đòi hỏi tăng lương, tạo nhiều việc làm và chống tham nhũng.

## Nguyên nhân
Người biểu tình đòi tăng lương và giảm chi phí sinh hoạt. Vào ngày 20 tháng 2 năm 2011, những người biểu tình hoan nghênh một động thái của chính phủ nhằm tăng mức lương tối thiểu. Việc tăng lương nhắm vào người lao động ở khu vực tư nhân. Các nhân viên của khu vực công cộng đã được tăng lương trong quá khứ, nhưng khu vực tư nhân đã bị bỏ qua. Chính phủ Oman đã tăng mức lương tối thiểu cho khoảng 150.000 nhân viên khu vực tư nhân lên tới $520 từ $364 một tháng. Khi các cuộc biểu tình tiếp diễn ở Sohar, các yêu cầu vẫn là việc làm và cải cách chính trị. Những người biểu tình cũng muốn có nhiều việc làm hơn, tự do ngôn luận, ít sự kiểm soát của chính phủ đối với truyền thông, cải cách chính trị, điều kiện sống tốt hơn, bãi bỏ thuế và xét xử tất cả các bộ trưởng.
Người biểu tình ở Muscat cũng yêu cầu các bộ trưởng nội các không phục vụ quá bốn năm. Trong một số cuộc biểu tình khác, người dân Hawaii tiếp tục yêu cầu của họ bằng cách kêu gọi giảm bớt lao động nước ngoài để cung cấp thêm việc làm cho công dân Oman của các công ty tư nhân.

## Biểu tình
Ngày 17 tháng 1 năm 2011, người biểu tình đòi tăng lương và cải thiện đời sống nghèo khó. Các cuộc biểu tình tiếp tục diễn ra vào ngày 18 tháng 2, do ảnh hưởng của các cuộc bạo loạn ở quốc gia vùng vịnh Bahrain.